# Robert Oehle
Robert Oehle (* 22. Mai 1988 in Gütersloh) ist ein deutscher Basketballspieler. Oehle begann seine Karriere beim damaligen Erstligisten Paderborn Baskets, bevor er nach dem Abstieg zum Zweitligisten Saar-Pfalz Braves wechselte. Ab 2011 spielte er wieder drei Saisons in der höchsten Spielklasse Basketball-Bundesliga für die LTi Gießen 46ers und Walter Tigers Tübingen. Er spielte dann beim Zweitligisten Nürnberg, stieg mit Gotha in die erste Liga auf und kehrte später nach Franken zurück.

## Karriere
Oehle lernte das Basketballspiel beim DJK Grün-Weiß aus Rheda, bevor er ab 2006 innerhalb des Kooperationsprogramms Talentoffensive OWL in der Juniorenmannschaft des damaligen Erstligist-Aufsteigers Paderborn Baskets in der Nachwuchs-Basketball-Bundesliga (NBBL) zum Einsatz kam. In der Basketball-Bundesliga 2007/08 kam er zu seinen ersten drei Kurzeinsätzen in der höchsten deutschen Spielklasse, aber er konnte sich trotzdem in den Kader der deutschen U20-Juniorennationalmannschaft spielen. In der folgenden Saison 2008/09, als die Paderborner den erstmaligen Einzug in die Play-offs um die deutsche Meisterschaft erreichten, kam Oehle über insgesamt neun weitere Kurzeinsätze nicht hinaus. Nach Liquiditätsproblemen des Vereins wurde die Mannschaft zur folgenden Saison komplett umgebaut und unter dem neuen Trainer Olaf Stolz kam auch Oehle zu regelmäßigen Einsätzen mit durchschnittlich mehr als zwölf Minuten Einsatzzeit pro Spiel. Jedoch war die Mannschaft kaum noch konkurrenzfähig und stieg als Tabellenletzter nach der Basketball-Bundesliga 2009/10 aus der höchsten Spielklasse wieder ab.
Nach dem Abstieg wechselte Oehle zum neuen Ligakonkurrenten Saar-Pfalz Braves aus Homburg, mit denen er in der zweithöchsten Spielklasse ProA 2010/11 den fünften Platz vor seinem ehemaligen Verein belegte. Zur folgenden Saison ging Oehle, der beim Zweitligisten zu den Leistungsträgern gehört hatte, zurück in die höchste Spielklasse, wo er einen Vertrag beim Altmeister LTi Gießen 46ers bekam. In Gießen kam Oehle in der Basketball-Bundesliga 2011/12 wieder auf eine Einsatzzeit von knapp zwölf Minuten wie in seiner letzten Saison in Paderborn. Auch sportlich war man nur bedingt erfolgreicher, als die Gießener auf dem vorletzten Tabellenplatz den Klassenerhalt nur durch den Erwerb einer Wildcard erreichten. Oehle wechselte für die beiden folgenden Spielzeiten zum Ligakonkurrenten Walter Tigers aus Tübingen. Nachdem die Tübinger in der Basketball-Bundesliga 2012/13 auf dem zehnten Tabellenplatz den Einzug in die Play-offs nur vergleichsweise knapp verpasst hatten, rutschten die Tigers in der Saison 2013/14 in den Tabellenkeller und retteten sich auf dem drittletzten Tabellenplatz nur knapp vor dem Abstieg. Oehle konnte sich bei den Tigers nur bedingt weiterentwickeln und kam auf eine durchschnittliche Einsatzzeit von etwas weniger als zehn Minuten pro Spiel. Nach einer Verletzung zum Saisonende wurde sein Vertrag nicht mehr verlängert. Daraufhin wechselte Oehle zum ehemaligen Erstligisten aus Nürnberg, der in der ProA unter dem Sponsorennamen Rent4office firmierte.
Im Sommer 2016 verließ er die Franken nach zweijähriger Amtszeit und schloss sich einem anderen Verein der 2. Bundesliga ProA an, den Oettinger Rockets Gotha. Im Frühjahr 2017 feierte er mit den Thüringern als ProA-Vizemeister den Bundesliga-Aufstieg. Oehle hatte mit Mittelwerten von 10,8 Punkten und 5,8 Rebounds (in 40 Spielen) zu diesem Erfolg beigetragen.
Er spielte in der Saison 2017/18 zunächst für die Thüringer in der Bundesliga, im Januar 2018 kehrte er zum Zweitligisten Nürnberg zurück, der anders als während seiner ersten Amtszeit nun den Namen Falcons BC trug. Er schaffte mit Nürnberg in der Saison 18/19 als ProA-Vizemeister den Bundesliga-Aufstieg. Oehle trug zu diesem Erfolg mit 13,7 Punkten und 6,4 Rebounds je Begegnung erheblich bei. Allerdings blieb Oehle in der zweiten Liga, indem er ein Angebot der Artland Dragons aus Quakenbrück annahm. Er war 2020/21 zweitbester Korbschütze der Quakenbrücker (13,2 Punkte/Spiel) und bester Rebounder der Mannschaft (7,5 Rebounds/Spiel). Im Sommer 2021 ging er innerhalb der zweiten Liga zu den Eisbären Bremerhaven.
Er blieb drei Jahre in Bremerhaven und kehrte 2024 nach Quakenbrück (ebenfalls zweite Liga) zurück.